# 弗雷纳
弗雷纳是意大利阿布鲁佐大区基耶蒂省的一个镇。ISTAT代码为069034。